# Bedlam (cómic)
Bedlam —Confusión en España— (Jesse Aaronson) es un personaje de ficción, un superhéroe mutante que aparece en cómics estadounidenses publicados por Marvel Comics. Originalmente poseía la capacidad mutante de crear y proyectar un campo electromagnético, que desactivaba temporalmente cualquier tecnología potenciada similarmente en las cercanías. También podía utilizar su poder para explorar el entorno en busca de otros campos de energía preexistentes. Después que el Alto Evolucionador reiniciara el genoma mutante en cada mutante del planeta, las habilidades de Jesse se expandieron para poder afectar la química neuronal del cerebro humano, lo que le permite proyectar la ilusión de dolor y confusión en otras personas.
Otro Bedlam no relacionado era enemigo de Alpha Flight. 
El personaje tuvo una aparición en la película Deadpool 2 (2018), retratado por Terry Crews. 

## Biografía
Jesse Aaronson quedó huérfano a la edad de 5 años, después de que sus padres murieron en un accidente automovilístico. Después de eso, él y su hermano Christopher fueron puestos en adopción por separado. Jesse pasó por múltiples hogares de crianza debido a su inestabilidad emocional y fue obligado a recurrir a muchos terapeutas antes de ser ingresado en un hospital psiquiátrico a los 13 años. Durante ese tiempo fue explotado por uno de los doctores, quien quería utilizar los crecientes poderes de Jesse para escribir un libro; realizó experimentos con él y trató de convencerlo de que su hermano era simplemente un producto de su imaginación. Jesse finalmente fue rescatado por Lucas Whyndam y terminó en manos MUSE (Mutante Underground Support Engine), un grupo del profesor Charles Xavier con base en Montana, cuyo objetivo era rescatar mutantes y entrenarlos como agentes de campo. 
Cuando cumplió los 19 años, Jesse decidió abandonar MUSE para rastrear a su hermano de una vez por todas. Buscó la ayuda de la mutante y miembro de la Fuerza-X, Dominó, a cambio de información sobre el paradero de la unidad Centinela Prime llamada Ekaterina Gryaznova. Gryaznova, que ahora se llamaba a sí misma Gryphon, había implantado un dispositivo en el cuerpo de Domino hace varios meses, que disminuía severamente sus poderes. Al ingresar a la base, Dominó fue capturada, pero Bedlam logró escapar. Usando sus recursos de MUSE, logró rastrear a la Fuerza-X para pedirles ayuda. El equipo logró liberar a Dominó y aparentemente matar a Gryphon. En el proceso, Bedlam usó su poder para desactivar el implante de Dominó.
Manteniendo su parte del trato, Domino logró encontrar información sobre su familia. Sus padres eran en realidad analistas de información en el Departamento de Seguridad Nacional. Hicieron una visita al ex supervisor de sus padres, Dabney Saunders, que residía en una casa de retiro, balbuceando frases incoherentes. Domino, sin embargo, descubrió al ordenanza a cargo de Saunders informando a un hombre no identificado sobre su visita. Tanto Bedlam como Domino irrumpieron en la casa del hombre misterioso usando el poder de Jesse y posteriormente fueron atacados por Magma y Paradigm. Bedlam usó sus poderes para interrumpir la electrónica de Paradigm, noqueando a Magma en el proceso. Sin embargo, fueron sometidos nada menos que por el hermano de Jesse, Christopher. Christopher, que se hace llamar Rey Bedlam, tiene el poder de interrumpir las funciones superiores del cerebro. Chris fue etiquetado como mutante a la edad de seis años por la N.S.D. y fue llevado a un centro de investigación después de la muerte de sus padres. A los 13 años huyó, destruyendo la mente de Saunders en el proceso. Ahora había fundado un nuevo equipo de Hellions y ofreció una invitación de membresía a Jesse, quien aceptó con gusto. Sin embargo, las verdaderas intenciones del grupo eran reanimar al Hombre de Armageddon para chantajear al gobierno de los Estados Unidos para que pagara mil millones de dólares. X-Force logró someter al Armageddon Man, pero los New Hellions lograron escapar. Jesse fue invitado a volver a unirse a X-Force, ya que descubrió que era su hermano el responsable de la muerte de sus padres.
Después de varias misiones con el equipo, Jesse aprendió artes marciales a través de una "caja Delphi" que le dio Peter Wisdom. El equipo también se enteró de la condición única de Bedlam, que lo obligó a tomar medicamentos para evitar que su propio poder revolviera su cerebro. Después de que Alto Evolucionador eliminó el poder de todos los mutantes y luego lo restauró, el equipo tomó una nueva dirección. Peter Wisdom era ahora el líder de X-Force, mientras que Domino y Moonstar habían renunciado. La sabiduría les enseñó cómo usar sus nuevas habilidades. En el caso de Jesse, podría generar un pulso electromagnético, interrumpir la maquinaria dentro de una cierta distancia sin tener que estar en contacto físico con el objetivo, y también podría interrumpir las respuestas neuronales desde la distancia al igual que su hermano. Permaneció con el equipo hasta su aparente muerte, donde usó su poder para destruir una colonia alienígena subterránea.
Después de que un nuevo grupo de mutantes "estrella del pop" comenzara a llamarse Fuerza-X, el equipo original interrumpió su conferencia de prensa. El único miembro que faltaba era Jesse. Meses después, cuando un grupo llamado Iglesia de la Humanidad crucificó a algunos mutantes en el césped de la mansión, Jesse fue encontrado entre ellos. Arcángel usó su sangre curativa para revivir a Magma y Júbilo, pero junto con varios otros mutantes, Jesse aparentemente no tuvo la misma suerte.
Después de que Xavier y Magneto, con la ayuda secreta de Moira MacTaggert, pusieran en marcha su plan para iniciar la nación mutante de Krakoa, Jesse ahora se encuentra viviendo en la isla utópica con sus compañeros mutantes.

## Poderes y habilidades
A través de una "caja de Delphi", Jesse obtuvo los recuerdos, y por tanto las habilidades, de un cinturón negro en karate. Continuó avanzando en su entrenamiento mano a mano con Dominó y Pete Wisdom.
Su capacidad mutante le permitió detectar y percibir las firmas de energía y generar un campo electromagnético que causaba estragos en los sistemas eléctricos y algunos mecánicos, y que además podía afectar las respuestas químicas neuronales de un cerebro vivo para inducir estados como dolor, sueño o confusión; todo esto siempre y cuando hubiese contacto físico. También podía detectar campos de energía y rastrear a otros por su firma biológica electromagnética. El reinicio de los poderes de cada mutante por parte del Alto Evolucionador le permitió generar impulsos electromagnéticos que cubren bloques urbanos enteros y también interrumpir las respuestas neuronales a distancia, similar a lo que su hermano hacía.
Como parte de su entrenamiento con MUSE, Jesse se hizo experto en operaciones encubiertas y en recopilación de inteligencia, como hackeo.

## Recepción
- En 2014, Entertainment Weekly clasificó a Bedlam en el puesto 45 en su lista "Clasifiquemos a todos los X-Man".[5]
- En 2018, CBR.com clasificó a Bedlam en el puesto 20 en su lista "X-Force: 20 miembros poderosos".[6]

## Otros personajes llamados Bedlam
Hay otros personajes de Marvel Comics que también se han llamado a sí mismos Bedlam:
- One Bedlam es un mutante que es un villano de Alpha Flight.[7]
- One Bedlam es una versión futura del códice de Eddie Brock al que se le dio vida y se convirtió en Simbionte. Durante los eventos de Dark Web, Eddie se enfrenta a Reina Duende y Chasm después de aterrizar en el Limbo. Les pide ayuda para reunirse con su hijo, Dylan Brock, pero Chasm usa sus poderes para alterar la mente de Eddie y hacerlo más cómplice, lo que hace que él y su simbionte vuelvan a la apariencia tradicional de Venom y se vuelvan desquiciados. Después de una pelea con Synch, miembro de X-Men, y de ser bombardeado con visiones de él solo, los peores temores de Eddie se hacen realidad cuando se convierte en Bedlam.[8][9][10]

## Otras versiones
Aunque es su debut técnico, Jesse aparece junto a su hermano (aquí llamado Terrence y llamado Hermanos Bedlam) en la historia de Era de Apocalipsis. En esa realidad, trabajó para Elite Mutant Force de Siniestro en sus bolígrafos.Finalmente se volvió contra Havok, para ayudar a Cíclope y Jean Grey a escapar de los corrales y comenzar un camino de redención.

## En otros medios
Bedlam aparece en Deadpool 2, retratado por Terry Crews. Es reclutado en la Fuerza-X por Deadpool y Weasel, después de mostrar sus poderes electromagnéticos, pero en su primera misión tiene un mal descenso en paracaídas y choca accidentalmente con un autobús. Es visto por última vez recibiendo RCP en segundo plano.